# テルミドール9日のクーデター
テルミドール9日のクーデター (テルミドールここのかのクーデター、Coup d'état du 9 Thermidor) は、1794年7月27日（フランス革命暦II年テルミドール9日）に起きた、マクシミリアン・ロベスピエールを中心としたロベスピエール派に対立する勢力によるクーデターである。「テルミドール9日のクーデタ」、「テルミドールのクーデター」とも言い、フランス語版では「ロベスピエールの失脚」（La chute de Robespierre）」と呼ばれる。
これはロベスピエールたちの独裁に対し反感を抱いた者たちによるクーデターとされていたが、近年、地方における過激な弾圧や混乱により立場を悪くしたフーシェ、バラス、タリアンといった派遣議員たちが恐怖政治の全責任をロベスピエール派になすりつけようと画策し、そこに自らの責任を逃れようとした国民公会の多数の構成員も参加したことによるものという見解が認められつつある。
これによりロベスピエールとその同志であるオーギュスタン・ロベスピエール、ルイ・アントワーヌ・ド・サン＝ジュスト、ジョルジュ・クートン、フィリップ＝フランソワ＝ジョゼフ・ル・バらが失脚し、処刑者や自殺者が出た。
テルミドール反動とも呼ばれる。
テルミドールとは、革命時制定されたフランス革命暦で「熱月」を意味する。また、革命暦は後にナポレオン・ボナパルトにより廃止された。

## 背景
フランス革命戦争の開始以来、海外からの食糧輸入は途絶えていた。連邦主義の反乱（フランス語wiki）やヴァンデの反乱といった内乱もありパンが十分に運ばれてこない中、軍には優先的に食糧を回さなくてはならず、一方でアシニア紙幣の価値も下がり続けた。国民衛兵と民衆は2日間にわたり国民公会を包囲し、いっそうの統制経済と食糧確保を迫り、山岳派はこれに譲歩する。こうして恐怖政治が始まった。
やがて命令不服従や敵前逃亡などを厳しく取り締まる、軍への恐怖政治が成果を挙げ、フリュールスでの勝利（フランス語wiki）などを重ねた結果、ジャコバン派が1793年から1794年にかけてフランス内外の戦乱を収拾する。一方、恐怖政治の中心だった公安委員会は、ロベスピエール派（ロベスピエール、サン＝ジュスト、クートン）・戦乱収拾により勢力を拡大した穏健派（ラザール・カルノーなど）と、恐怖政治のさらなる強化を主張する強硬派（ジャック・ニコラ・ビョー＝ヴァレンヌ、ジャン＝マリー・コロー・デルボワなど）に分裂していた。強硬派が公安委員会でロベスピエールとサン＝ジュストを独裁者となじったのはこの頃になる。ロベスピエールはサン＝ジュストを連れて退出し、これきり公安委員会や国民公会に顔を出さなくなった。
また、恐怖政治の先鋒としてパリ以上に行き過ぎた弾圧を行っていた地方派遣議員（ジョゼフ・フーシェ、ポール・バラス、ジャン＝ランベール・タリアンら）は、ロベスピエールの追及を恐れて先制攻撃を画策する。革命が始まって以来続いてきた心労もあり、この時期のロベスピエールの健康状態は悪化の一途を辿っていた。こうして出来た隙が、彼を倒し「倒されるべき陰謀家」に仕立てあげる計画を進行させてゆく。
なお、国民は恐怖政治に嫌気が差すようになりそれがロベスピエール派の失脚に繋がったという見解は一面的なものになる。ロベスピエールの暗殺未遂事件も起きており、反感を抱く者が出ていたのは事実だが、彼が療養していた頃、警察の日誌には「植物園のそばで、かなりの人が集まって、ロベスピエールの病状について話していた。人々は悲嘆に暮れており、もしロベスピエールが亡くなるようなことがあれば、すべてが失われてしまうと語っていた」と書かれており、この時まだ支持を失ってはいなかったことがわかっている。
サン＝ジュストやバレール（フランス語wiki）は公安委員会と保安委員会の間を取り持とうとし、ロベスピエール自身も7月23日、両委員会の合同会議の第二部に出席したが、彼はあくまで意見の違いを解消しようとする試みを拒否していた。立て続けに起きた暗殺未遂や心身の疲弊によって恐怖政治を終わらせる時期を見誤まり、民衆にこれを指し示せなかったことがロベスピエール派にとっての致命傷となった。また、この時期のロベスピエールは上記の理由から判断力を欠いているという前提は、後の展開を追うにあたって留意したい。

## テルミドールの演説
7月26日（テルミドール8日）、久しぶりに国民公会へと姿を現したロベスピエールは「少なくともここ六週間の間、私のいわゆる独裁は、存在するのをやめていたわけだ。政府に対しいかなる種類の影響も及ぼしてはいなかった。…それで、この国は何らか、より幸福になっただろうか」と述べ、自分を敵対視する者たちのスローガンが『これはみな、ロベスピエールの仕業だ』であることに言及しつつ、自分は恐怖政治における処刑の責任者ではないと繰り返し、「私は、自分でそのイメージを描いたこの有徳の共和国を疑ったことがある」と告白した。
更に、サン＝ジュストらに諮らないまま「粛清されなければならない議員がいる」と演説する。議員達はその名前を言うように要求したが、ロベスピエールは拒否。攻撃の対象が誰なのかわからない以上、全ての議員が震えあがった。パリのジャコバン派であり保安委員会に所属していたこともあるエティエンヌ＝ジャン・パニは「私はロベスピエールを批判する。彼は自分の好きなようにジャコバン派の人間を排除してきた。彼が他の人以上の影響力を行使しないことを望む。そして、彼がわれわれを処刑リストに載せているのかどうか、私の首は彼の作ったリストに載っているのかどうか、彼が述べることを望む」と言った。ロベスピエールの友人アンドレ・デュモンは「君を殺したいと思っている者などいない」「世論を殺そうとしているのは君だ！」と叫んだ。反対派たちの結束はこれで決定的なものとなった。議会が終わるとジャコバン・クラブでも同じ演説を行い、これでバレールが和解を諦め、反ロベスピエール側に立ったことで破局が決まった。ジャコバン・クラブでの演説では、「諸君がいま聞いた演説は私の最後の遺言である」と付け加えられた。
ロベスピエールをスケープゴートとして利用する他、この状況に終止符を打つ方法を誰も思いつかなかったため、こうしてロベスピエールと対立する者は力を合わせざるを得なくなった。ジャコバン派議員のマルク＝アントワーヌ・ボドはのちに、「テルミドール9日は、諸原理をめぐる問題で争ったわけではない。生きるか死ぬかの問題だった。ロベスピエールの死が、必要だったのである」と述べた。
一方、サン＝ジュストはこの日、委員会の部屋で翌日の演説草案を書いている。ビョー＝ヴァレンヌとコロー・デルボワから、その原稿を見る権利があると言われるも、サン＝ジュストは拒否した。

## テルミドール9日の始まり
国民公会にて

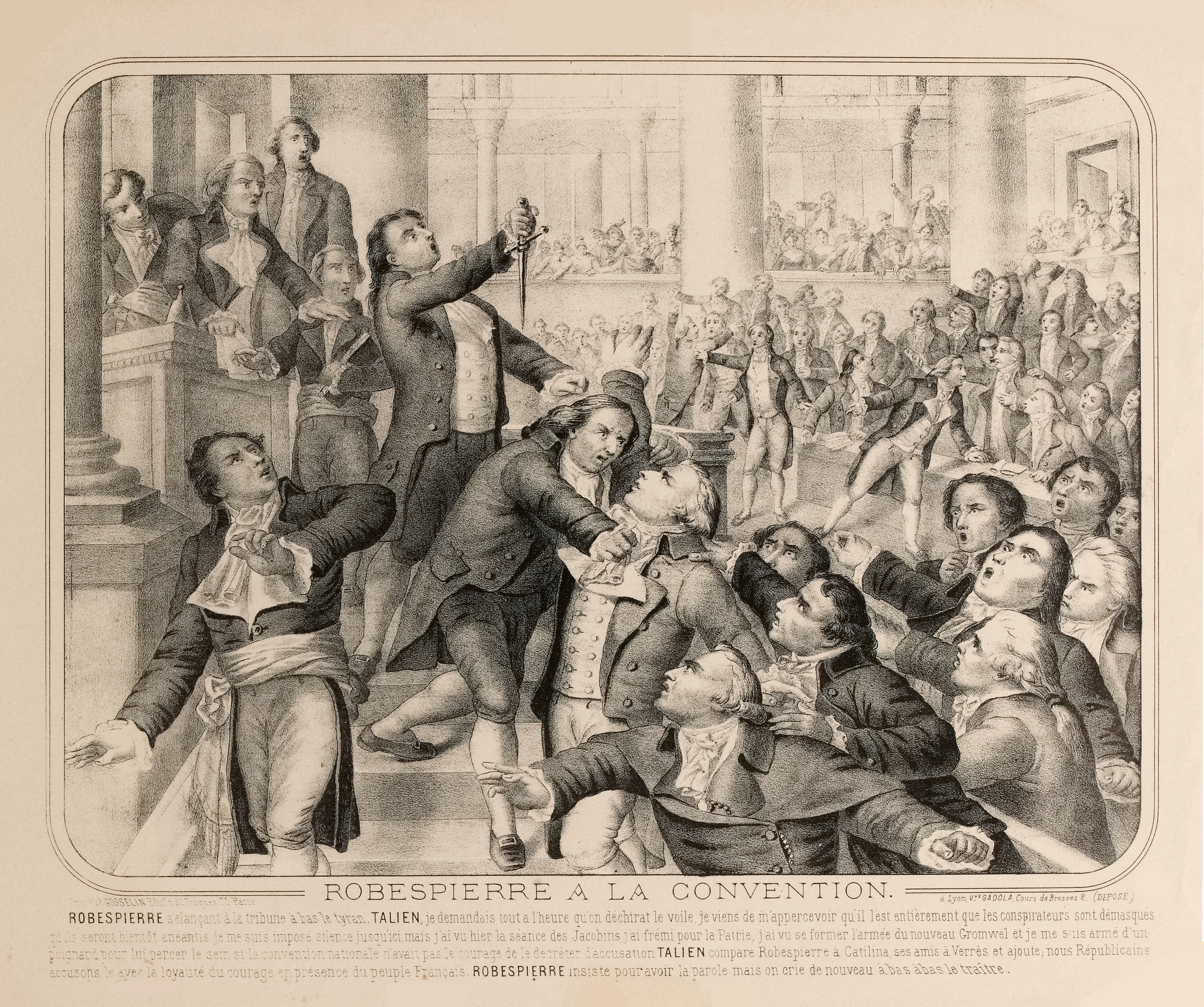
詰め寄るジャコバン派を抑えて演壇を占拠し弾劾を続けるテルミドール派。ナイフを振りかざしているのがタリアン

翌7月27日（テルミドール9日）午前11時、国民公会の会議が始まった。正午ごろ、サン＝ジュストがロベスピエールを擁護するため演壇に上がる。「自分は特定の党派など関係ないし、党派争いを望まない。」「彼は十分に明快に、自身について説明をしている。ただ、彼が表舞台からしばらくいなくなっていた事実、そして彼の苦悩に対して、多少の心遣いがあってもよいかもしれない」すると、議事進行上の問題を理由にタリアンから「昨日同じように孤高を気取っていた奴がいたはずだ。暗幕を切り裂け。（暗幕に隠されたロベスピエール派の結託を明らかにせよ。）」と発言を妨害され、サン＝ジュストの演説は打ち切られた。妨害を受け、サン＝ジュストの草稿は彼自身が議長に何も言わずに手渡しており、その後、処刑されるまでほとんど口を開かなかった。
テュリオが議長席につくと、ビョー・ヴァレンヌが告訴状を読み始め、「今この時、あらゆることが示しているのは、国民公会が虐殺の脅威にさらされているということだ」「自分の思い通りにならなくなったからと言って、ロベスピエールは公安委員会から遠ざかった」「常に特について語りながら、その実、彼は、犯罪を擁護していたのだ。…1人の暴君のもとで生きたいと望む人民の代表者など1人もいない」と述べ、フランソワ・アンリオ（フランス語wiki）と国民衛兵のロベスピエール派の将校たちの逮捕を提案した。国民公会の議員たちは「そうだ！そうだ！」と声を上げ、この時、ルバが演壇に登ろうと試み失敗した。
ロベスピエールも演壇に登ろうとするも、何度も野次に声をかき消される内に閉口した。タリアンが「もし国民公会が、悪党にふさわしい正義の裁きを彼に対して下すつもりがないというなら、この暴君を突き刺すための短剣を私は持っていると宣言し、続いてバレールは「革命政府のかたちが、少し前から、大きく変質させられてしまった」「わざとらしく煽られる不安と真の危険とは、同時に存在しえない。並外れた名望と平等な人間とが、長い間にわたって共存することもできない」と述べた。マルク＝ギヨーム・アレクシス・ヴァディエ（フランス語wiki）は「私はこの臆病な暴君に対する告発の政令を要求した最初の人間だ。ロベスピエールを暴君だと信じるのは簡単じゃない。けれど、私はそうだと信じる。彼に対する告発の政令を要求する」とし、ロベスピエールには6人のスパイがいて、彼らは毎日のように国民公会議員たちをつけ回していたと主張し、ロベスピエールが作った報告書を告発のための証拠とした。また、ロベスピエールはあまりに穏健すぎて、陰謀家たちをギロチンから救おうとしていたとも非難している。
ロベスピエールが発言を試みていると、「ダントンの血が喉につかえているんだろう」と野次が飛んだ。最後に彼は「私は死を要求する」と叫んだ。弟のオーギュスタンは「私も死を要求する。私は自由のために死にたいのだ。私の兄が有罪なら、私も有罪だ。我が国のために役立つことをしたかったが、私も罪人どもの手にかかって死ぬことを望む」と言い、こうしてアンリオ、ルネ＝フランソワ・デュマ（フランス語wiki）、ロベスピエール寄りの役人に加え、ロベスピエール兄弟、サン＝ジュスト、クートン、ルバの逮捕命令へと進む。
市庁舎での5人

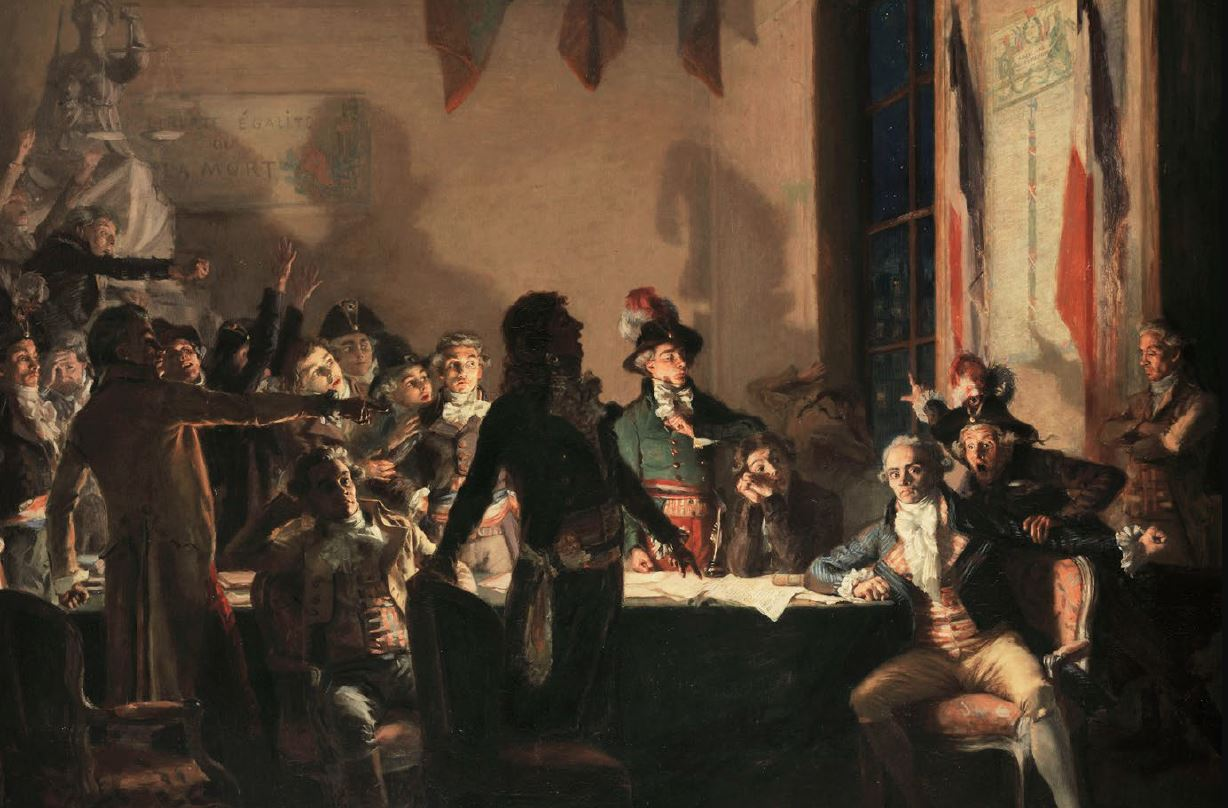
ジャン＝ジョセフ・ウェルツによる市庁舎のロベスピエールたち

午後4時頃、ロベスピエールたちは議会決定による処分を受け、憲兵たちによって公会の外に連れ出され、面談文通禁止の下に置かれる。サン＝ジュストはエコセ牢獄に送られ、ルバはコンシェルジュリーに行く予定だったが、結局ラ・フォルス牢獄に連行された。オーギュスタンは最初、サン・ラザール牢獄に連れて行かれるも、彼も結局ラ・フォルス牢獄に収監された。ロベスピエールはリュクサンブール牢獄まで護送された際、そこの牢獄管理人は驚き、彼の収容を拒否している。
この間、パリのコミューンはロベスピエールたちを救うために動員をかけていた。彼らは拘束されることなく夜の間に次々と解放され、最終的に市庁舎に集まった。
アンリオとパリ市長レスコ＝フルリオは「共和国を勝利に導いた」者たちを新たな陰謀家たちから守るようパリの人民に呼びかけたが、多くのセクションが対応に戸惑った結果、48あるセクションのうち、市庁舎を国民公会から守るために部隊を送ってきたのは13だけだった。しかしこれは、ロベスピエールたちはその気になれば大きな軍事力を操れたことを意味する。それでも彼らは国民公会に向けて進軍するべきか否か決断できず、動けないでいた。一方、国民公会は議論の続行を宣言し、休憩を挟んだ後、夜7時に会議が再開される。この時、国民公会にロベスピエールらがセクションに対し、軍事的な支援を呼びかけているという情報が飛び込んでくる。国民公会は、彼らを法の外に置くと決定し、十分な軍隊を召集した。午前2時頃、軍が市庁舎に踏み込む。この時には既に、グレーヴ広場にいたセクションからの部隊は解散してしまっていた。

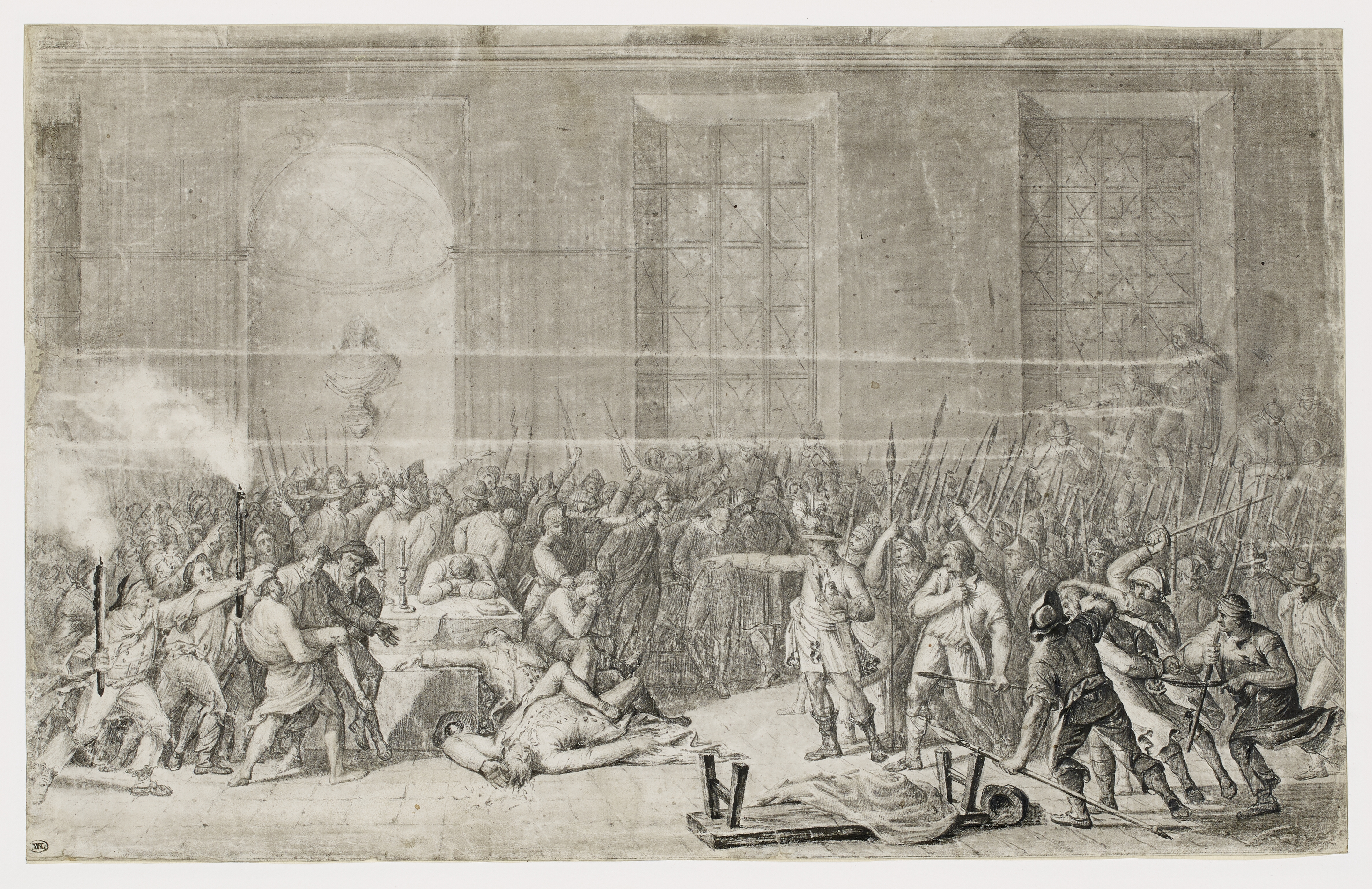
画家ジャン＝ルイ・プリュール（フランス語wiki）によって描かれたテルミドール9日の市庁舎。革命裁判所の陪審員でもあった彼は1795年に処刑された。

ルバは二丁のピストルを持っており、その内の一丁を使って自分の頭を撃ち抜き自殺した。午前2時30分、ロベスピエールの顎が打ち砕かれた。オーギュスタンは窓から身を投げ、クートンも傷を負っており、何の動作もした形跡がないのはサン＝ジュストだけだった。
議会の決定を重要視してきたロベスピエールは、この時、反抗を民衆に呼びかけるような動きをしたくなかった。自身の住むセクションに向けて蜂起を促す声明に署名しようとして、結局未了のまま終わった署名が今も残されており、そこにはロベスピエールのものと思われる血痕が飛び散っているが、自殺未遂によるものか他者から撃たれたものなのかははっきりしない。のちに准将に昇進したシャルル・アンドレ・メルダは自らが顎を撃ち砕いたと主張している。後に彼は公会でブルトンによって紹介され、彼がひとりで法益を剥奪された2人（誰を指しているのかは不明）を倒しただけでなく、刀剣をもって抵抗しようとしていたロベスピエールとクートンを逮捕したと語ったが、これは同じく公会でバレールが言った「ルバはピストルの一撃で自殺した。クートンは転落して負傷した。ロベスピエール弟は窓から身を投げた。ロベスピエール兄は自ら傷を負った。サン＝ジュストは捕らえられた」という発言と矛盾する。
また、バラスは自身の回想録で「ロベスピエールは、ルバが持っていた二丁のピストルの内の一丁で自分の顎を撃ち抜いていた。ルバはもう一丁のピストルで頭をぶち抜いた状態だった。クートンはテーブルの下に身を隠していた」と述べているが、身体が不自由であったため車椅子で生活していたクートンが自力でテーブルの下に潜り込んだというのは考えにくく、クートンを笑いものにする意図がある記述と思われる。

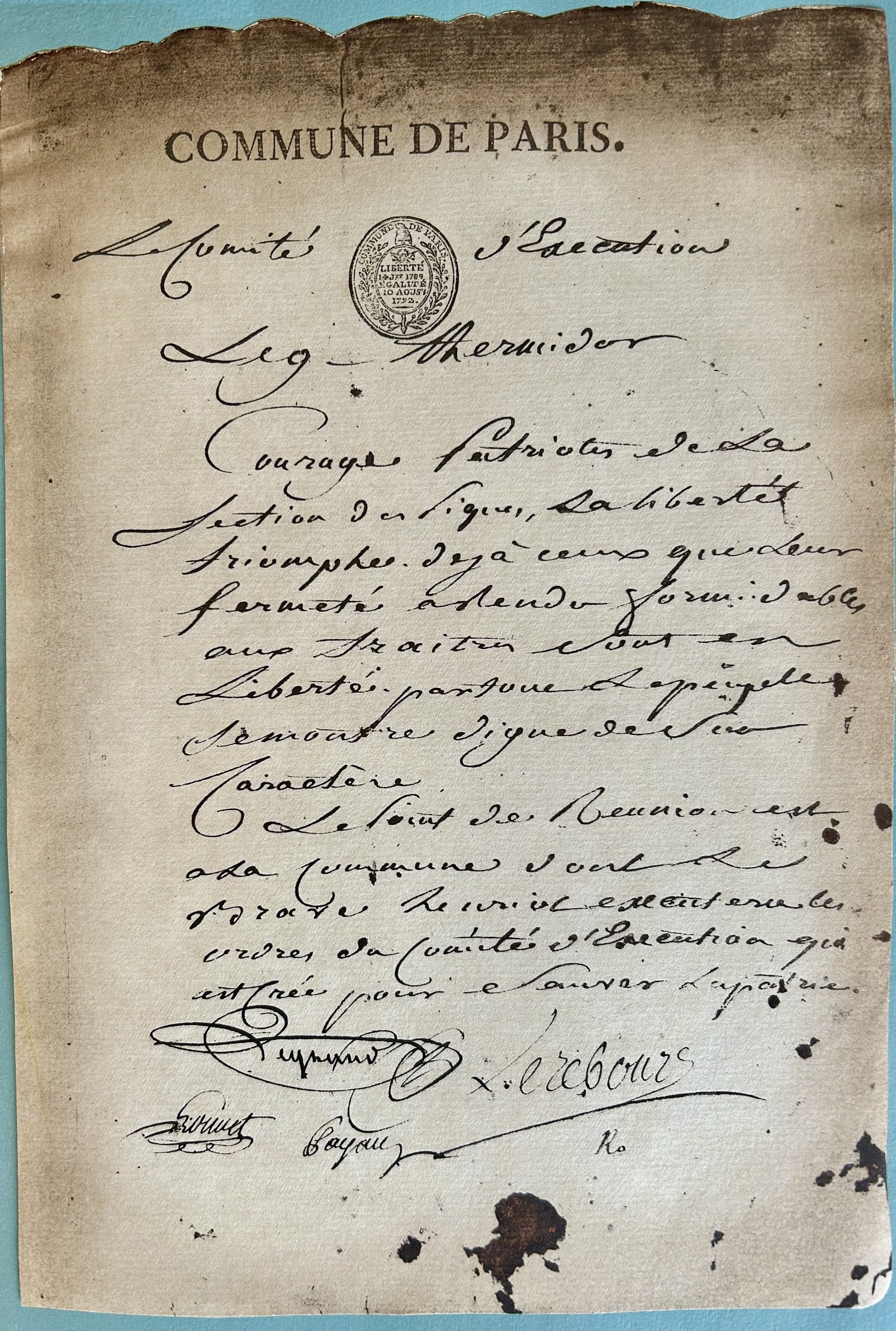
未了の署名。ロベスピエールの「ロ」だけ書かれており、その下には血が飛び散っている

なお、ルバの死体に関する報告書は19世紀の歴史家たちによって確認されているが、現在はどの史料からも失われており、オーギュスタンの怪我についての報告書はまったく見当たらない。ロベスピエールとクートンの怪我については後述。
3時30分、ロベスピエールは公安委員会の応接室に移され、5時に保健担当官が保安委員会によって派遣されてきた。この時、場には野次馬が集まってきており、ロベスピエールの右手を持ち上げ顔をのぞきこんだ。ある者は「死んでないぞ、まだ温かいもの」と言い、ある者は「立派な顔の王様じゃないか」、またある者は「仮にこれがカエサルの身体でも、なぜゴミ捨て場に投げ込まれないんだ」と言った。目立つ立ち位置にいたロベスピエールは公安委員会に入った1793年9月頃からそれまで以上に妬みや中傷の対象になっており、彼が独裁者もしくは国王をめざしているという噂が出始め翌年春には一般的なものとなっていたため、野次馬の発言はそれに関係したものと推測される。

## ロベスピエール派の最後

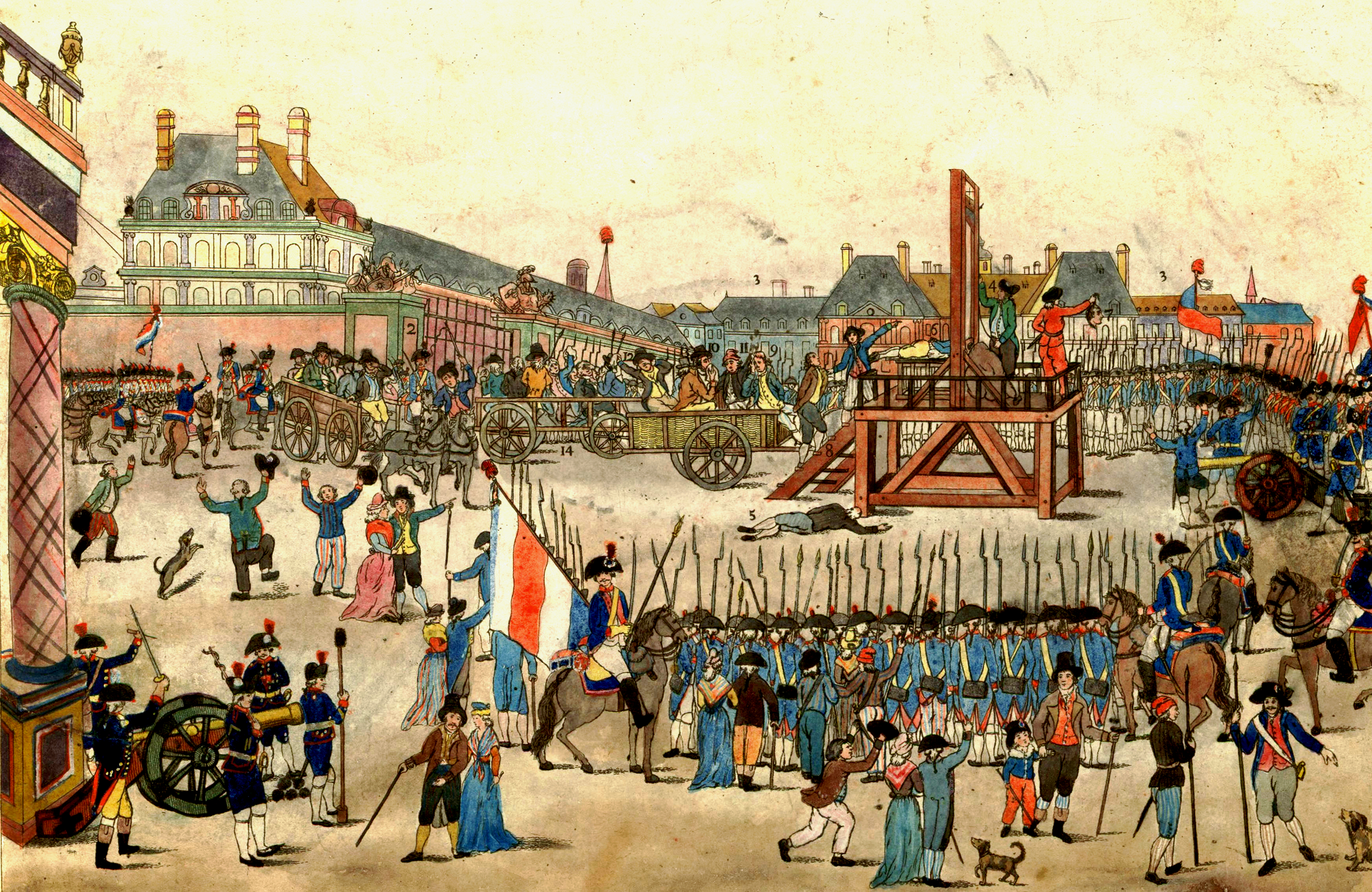
7月28日のロベスピエールの死刑執行をもって恐怖政治は終了した。

翌7月28日の午前11時、ロベスピエールらはコンシェルジュリー牢獄に連行され、死刑宣告を受けた。午後6時、後述する22人を乗せた三台の荷台は、オノレ通りに沿ってデュプレ家の前も通り「なかなか愛くるしい王様じゃないか」「陛下、お苦しいですか」等の言葉を浴びながらギロチンのある革命広場に向かった。デュプレ家の家の壁には牛の血がかけられており、荷台はこの家の前で一時停止している。午後7時30分から処刑が開始され、ロベスピエールが処刑される際、処刑人サンソンが彼に巻かれていた包帯を毟り取ったため、下顎が剥がれ落ち、彼は痛みで唸り声をあげた。
22人の首と胴体はエランシス共同墓地に埋葬されたが、後の道路拡張による墓地の閉鎖に伴って、遺骨はカタコンブ・ド・パリに移送されている。

## 7月28日、ロベスピエール派と共に処刑された人物
- アドリアン＝ニコラ・ゴボー：26歳。元代理検事。在野活動家。パリ・コミューン委員。
- アントワーヌ・ジャンシ：23歳。桶屋。在野活動家。パリ・コミューン委員。
- アントワーヌ・シモン：58歳。ドーファン看守。パリ自治委員。
- エティエンヌ＝ニコラ・ゲラン：52歳。年金生活者（ランテイエ）。在野活動家（モン＝ブラン・セクション委員）。
- オーギュスタン・ロベスピエール（小ロベスピエール）
- クリストフ・コシュフェ：60歳。室内装飾商人。パリ自治委員。
- クロード＝フランソワ・ド・パイヤン（en）:28歳。パリ市第一助役。
- ジャック＝ルイ・フレデリク・ウアルメ：29歳。元ワイン商人。パリ自治委員。
- シャルル＝ジャック・ブーゴン：57歳。元切手販売店給士。パリ自治委員。
- ジャン＝エティエンヌ・フォレスティエ：47歳。製錬業者。パリ自治委員。
- ジャン＝クロード・ベルナール：34歳。元司祭。在野活動家。パリ・コミューン委員。
- ジャン＝バティスト・ド・ラヴァレット（en）：40歳。元北方軍准将。国民衛兵隊副司令官（大隊長）。
- ジャン＝バティスト・フルーリオ＝レスコー（en）：33歳。ブリュッセル出身。パリ市長。
- ジャン＝ベルナール・ダザール：36歳。理髪屋。在野活動家。パリ・コミューン委員。
- ジャン＝マリ・ケネ：木材商、パリ自治委員。
- ジョルジュ・クートン
- ドニ＝エティエンヌ・ローラン：32歳。パリ市庁職員。在野活動家（マラー・セクション委員）。
- ニコラ＝ジョゼフ・ヴィヴィエ：50歳。弁護士。パリ県刑事裁判所判事。ジャコバン・クラブ代表。
- フランソワ・アンリオ（en）：32歳。国民衛兵隊司令官。
- マクシミリアン・ロベスピエール
- ルイ・アントワーヌ・ド・サン＝ジュスト

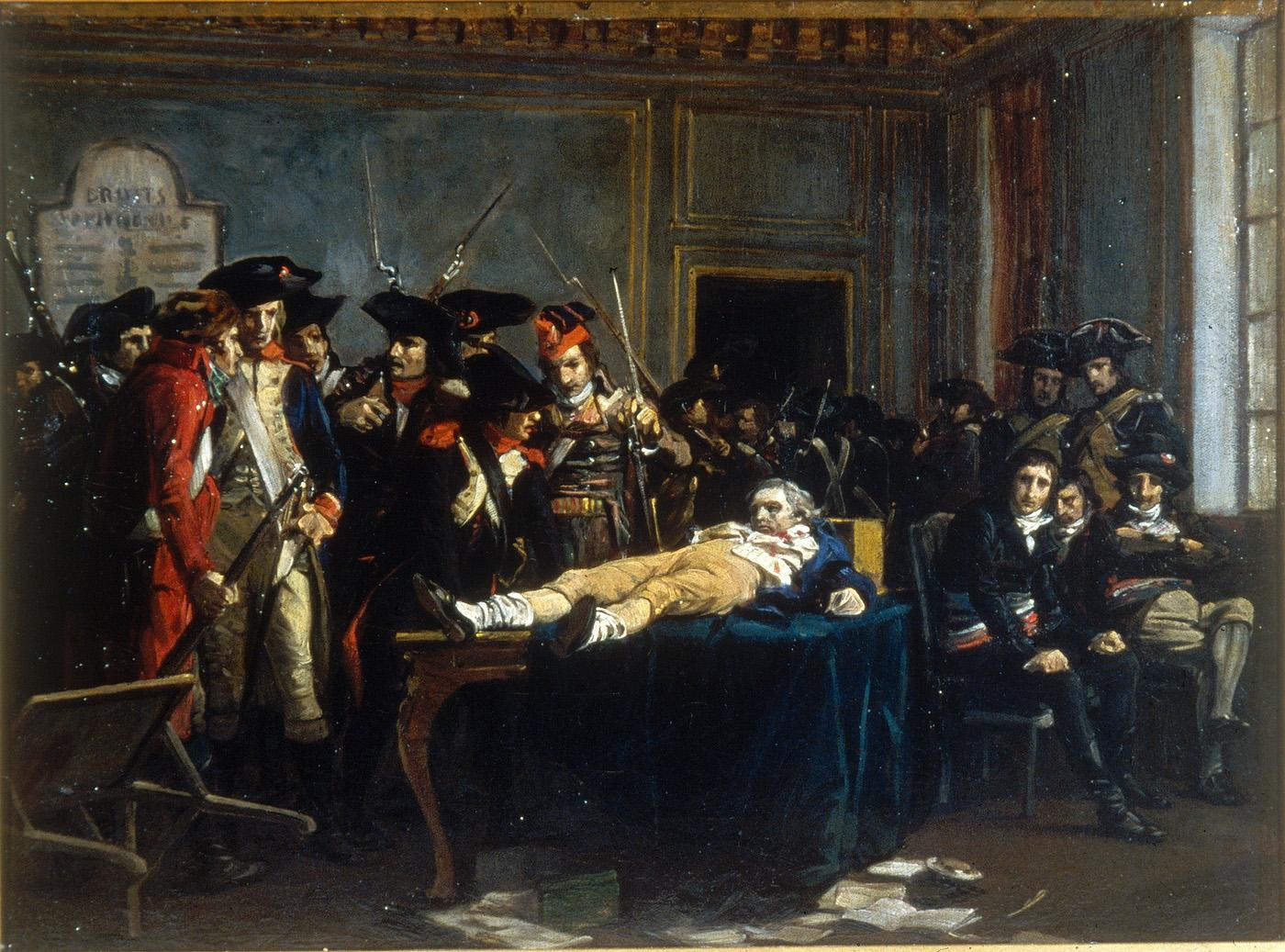
リュシアン＝エティエンヌ・メランジュが描いた『テルミドール10日の朝』

- リュシアン＝エティエンヌ・メランジュが描いた『テルミドール10日の朝』ルネ＝フランソワ・デュマ（fr）：40歳。革命裁判所所長。

## その後
ロベスピエール派が処刑された翌日、国民公会の議長は「新たな暴君とは、ロベスピエールのことだった」と説明した。一方ジャコバン・クラブでは、ロベスピエールは偽善的な専制君主であり、公共善への愛情というもっともらしい口実を使って人々を欺いてきた新しいカティリナであると非難されている。なお、最初に「恐怖政治のシステム」という言葉を使ったのはバレールだった。
これらを聞く他の議員たちもまた、自らは恐怖政治を行っていなくてもそれを黙認していたことで消極的に協力していた。そのため、恐怖政治の責任はロベスピエールにあるとする主張は彼らにとっても都合のよいものだった
クーデターの翌日である7月29日、パリ市の71人が陰謀を共有したとして処刑され、その次の日も含めるとおよそ100名が処刑された。その後数か月間は5月7日にフーキエ＝タンヴィル、12月16日にジャン＝バティスト・カリエといった具合に関係者の処刑が続いている。
その後、元ジロンド派が国民公会に復帰すると恐怖政治の責任者たちに対し逮捕と処罰を要求したため、バレール、コロー・デルボワ、ビヨー＝ヴァレンヌ、ヴァティエが告発される。バレールは亡命に成功し、ヴァティエは姿をくらませたため、コロー・デルボワとビヨー＝ヴァレンヌの2人のみ、ギュイヤンヌに流刑となった。ビヨー・ヴァレンヌが『酷熱地帯のシベリア』と名付けたこの地でコロー・デルボワは激しい高熱に見舞われ、この地に到着してから11ヶ月後の1796年6月8日に亡くなった。ビヨー・ヴァレンヌは生き延びたが、ナポレオンが統治するフランスに戻ることを拒否し、後にハイチに移住した。

## ロベスピエールとクートンの怪我
ロベスピエールについて
外科医と保健官がロベスピエールの身体を診察しているが、この報告書は国立文書館から消えており、現在では議員クルトワによって公刊されたテルミドール9日に関する史料集の中に収められていたものが引き合いに出されている。
「共和国軍の第一級保健官で、公会のために勤務する擲弾兵部隊外科軍医である。下記に署名した我々は、今朝5時に、保安委員会を構成する人民代表者たちに、極悪人ロベスピエール兄の傷の手当てをするように要請され、テュイルリ宮殿の広間のひとつで、テーブルの上に寝かされている上記の者を発見した。
彼は全身血塗れで、見たところでは落ち着いていて、苦痛をあまり感じていないようであった。脈拍の音は小さく、速くなっていると感じられた。負傷者の顔を洗ってから、まず見えたのは顔全体のむくみで、左側（負傷した側）のそれが一層顕著であった。また同じ左側の皮膚のただれと目の斑状出血があった。ピストルの銃弾は口の高さの、口角から1プース（約2.7cm）の所に当たった。銃弾の進んだ方向は、斜めに、外部から内側に、左から右に、上から下にあり、傷は口の中にまで達していたので、その傷は外から見ると、皮膚、細胞組織、三角筋、頬筋などに影響を及ぼしていた。口の中に手を入れたところ、下顎の隅に砕かれた骨片とともに骨折のあとを見つけ、犬歯、第一臼歯と隅にある幾つかの骨片を取り出した。しかし弾道を辿ることはできず、弾丸の出口も（体内に残っている）弾丸の手掛かりも見つからなかった。傷の小ささから判断するに、ピストルには散弾しか装填されていなかったとさえ考えられた。
この怪物は、包帯をされている間じゅう、ひと言も言わずに我々をじっと見つめていた。包帯をあてがったあと、我々は彼を同テーブルの上に寝かせたが、完全に意識のある状態であった」
元ロベスピエール研究会会長のミシェル・ビアールは、法医学の専門家三名に、この資料についての見解を求めた。まず、この外科医たちは「極悪人」「怪物」という言葉を使用しており、完全には客観的態度を取っていない点を指摘し、「出血と（とりわけ、動く間接の骨について）認められる損傷による痛みのある中での診察という条件が、おそらくこの検査を容易ならざるものにした。資料によると、負傷を治療するために現場にいた（保健官の）ヴェルジェとマリグが出勤したのはこの検査が目的ではおそらくなかった」と述べた。
クートンについて

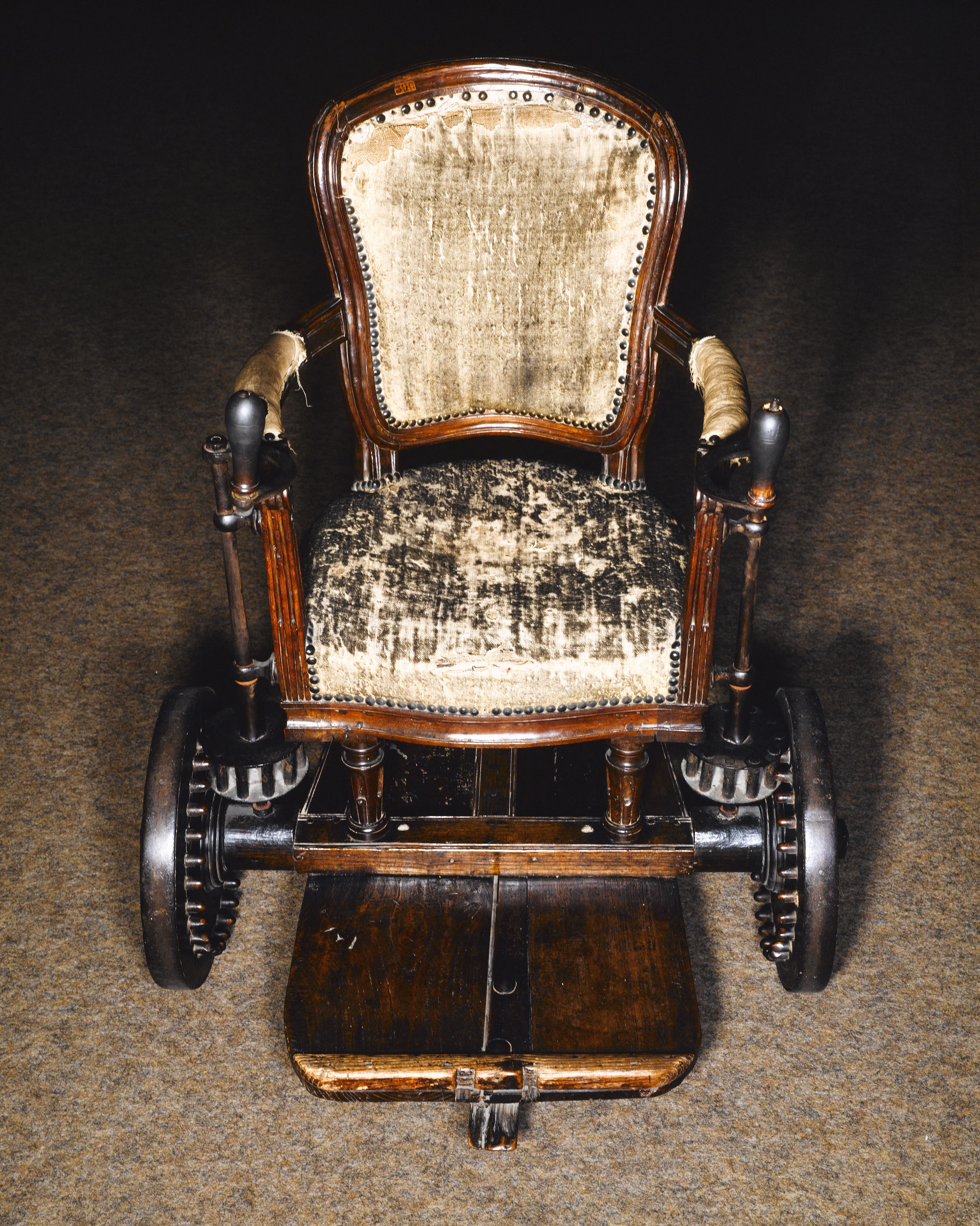
クートンが使用していた車椅子

身体が不自由だった彼が、なんらかの原因により転落したことが伝えられているが、公会が送った武装部隊の突入により起こった揉み合い、慌てて階段を降りようとしたため、クートンを運んでいた者の転倒によるもの、など色々な証言がある。
傷を診察した外科医の申告書によれば、「クートンはテルミドール10日、午前5時に救護室に運ばれてきた。彼は左側の前頭部に、骨が露出するまでには至っていないが、骨まで達する1プースの斜めの挫傷を負っていた。彼の脈拍は弱くなっていた。彼は第十五号手術室に寝かされ、包帯をされた。彼は到着した時には意識不明のように見えたが、そのあと、意識を取り戻し、傷は転落の結果だと語った」。
憲兵メルダが1802年、陸軍大臣に宛てて出した文書の抜粋
「その時に私は大変な興奮状態にある約50名の人がいるのを見た。私の砲兵隊の音に彼らは驚いていた。私はその人々の中にロベスピエール兄がいるのを確認した。彼は膝に左の肘を置いて、左手で頭を支えて、肘掛椅子に座っていた。私は彼の前に飛んで行き、そして彼の心臓に私のサーベルの先を突き付けて、彼に言った。『降伏せよ、裏切り者！』彼は頭を上げて、私に言った。『裏切り者なのは君だ、だから私は君を銃殺させる！』この言葉を聞いて、私はピストルの一丁を左手に執って、右手にもう一丁を持ちながら、それを発射した。私は彼の胸を撃ったと思ったが、銃弾は顎に当たり、彼の下顎の左部分を砕いた。彼は肘掛椅子から落ちた。私のピストルの発射音は彼の弟をびっくりさせ、彼の弟は窓から身を投げた。
その時に私の周りで恐ろしく大きな物音がし、私は共和国万歳！と叫んだ。私の擲弾兵たちは私が言うのを聞き、私に呼応した。それで、陰謀加担者たちの混乱は極限に達し、彼らはあらゆる方向に四散し、その結果私は戦場の勝者になっていた。私の足元にロベスピエールは倒れていたが、アンリオは忍び階段から逃れた、と人々は私に言ってきた。私にはまだ撃鉄を起こしたままの一丁のピストルがあり、彼のあとを走って追った。その階段で1人の逃亡者に追いついた。人々が助けていたのはクートンであった。風で私の明かりが消えたので、私は当てずっぽうに彼を撃ち、弾は外れたが、彼を抱えていた人間の膝を負傷させた。私はまた降りて、総評議会の議場の中まで人々に足を持ってひきずられて行ったクートンを、私は探しに行かせた。
私は、私が怪我を負わせた哀れな者（ロベスピエール）をあちこち探させたが、彼は即刻運び出されていた。ロベスピエールとクートンは演壇の下に横たえられていた。私はロベスピエールの所持品を調べ、彼の財布と時計を取り上げ、この時に私は勝利を祝し、秩序を維持するための命令を与えに来ていたレオナル・ブルトンにそれらを渡した。擲弾兵たちはロベスピエールとクートンに飛びかかり、彼らはその2人が死んだと思い込み、ペルティエ河岸まで2人の足を持って引きずっていった。そこで彼らは2人を水中に投げ込もうとした。しかし私はそれに反対し、2人をグラヴィリエ地区中隊の保護に置いた。夜が明けると、彼らはまだ生きていることがわかった。私はただちに彼らをコンシェルジュリの医務室に連れて行かせた。
彼らが味わわねばならなかった18時間の断末魔の苦しみに比べられるものは何もない。市自治体の周辺の秩序が回復されると、レオナル・ブルトンは公会に私を連れて行き、私を公会の議員たちに引き合わせ、ここに添付した『モニトゥール』の写しと公会の議事録の写しが証明しているように、私に特別のはからいをする色々な議会決定を公会に下させた。」
公会で行われたブルトンの報告とも矛盾するのはすでに書いたとおり。

## 文献リスト
- 山﨑耕一『フランス革命「共和国」の誕生』（刀水書房、2018）、ISBN 4887084439
- 竹中幸史　『図説フランス革命史』（河出書房新社､2013）ISBN 978-4309762012
- ピーター・マクフィー『ロベスピエール』（高橋暁生　訳、白水社、2017）ISBN 4-560-09535-3
- ミシェル・ビアール　『自決と粛清　フランス革命における死の政治文化』2023年2月、ISBN 978-4865783780
- 桑原武夫　『フランス革命の指導者（下）』（創元社、1956）